# 피그미갈색이빨땃쥐
피그미갈색이땃쥐(Chodsigoa parva)는 땃쥐과에 속하는 포유류의 일종이다. ]중국에 분포한다. 이전에는 라뮬라떼땃쥐와 같은 종으로 간주했지만, 현재는 별도의 종으로 분류하고 있다.